# Armenversorgungshaus St. Martin
Das ehemalige Armenversorgungshaus St. Martin bzw. St.-Martin-Spital ist ein unter Denkmalschutz stehender Gebäudekomplex in München-Giesing, Severinstraße 2/4/6, St.-Martin-Straße 34 und Werinherstraße 33. Der Haupteingang liegt an der Severinstraße.

## Geschichte
Die Gebäude im neobarocken Stil wurden von 1892 bis 1894 nach Plänen des Architekten Carl Hocheder erbaut. 1902/1903 erfolgte ein Anbau der Flügel im Norden und Süden durch den städtischen Baubeamten Robert Rehlen im gleichen Stil. Die Grundfläche beträgt ca. 26.000 m², die Gebäude haben 80.000 m³ umbauten Raum. Der Münchner Stadtrat plant eine Generalsanierung mit Kostenaufwand in Millionenhöhe. Die Fassade ist in Ocker gehalten. Das Bauwerk ist als Baudenkmal in die Bayerische Denkmalliste eingetragen.
Die Beschreibung des Bayerischen Landesamtes für Denkmalpflege lautet:

„Altersheim St. Martin, dreiflügelige, dreigeschossige Anlage mit Satteldach, reich gegliedert mit mittigem Schweifzwerchgiebel, Kapelle (samt Ausstattung) mit dreiseitigem Chorabschluss und Dachreiter am Südende des Haupttraktes, Pavillon und eingestelltem Eckturm mit Zwiebelhaube am Nordende des Haupttraktes und Eckpavillon mit Walmdach am westlichen Ende des Südflügels, Neubarock, von Carl Hocheder d.Ä., 1892–94, Anbau der Flügel im Norden und Süden durch Robert Rehlen, 1902–03; Einfriedung, mit Pavillons besetzte und verputzte Mauer, gleichzeitig.“

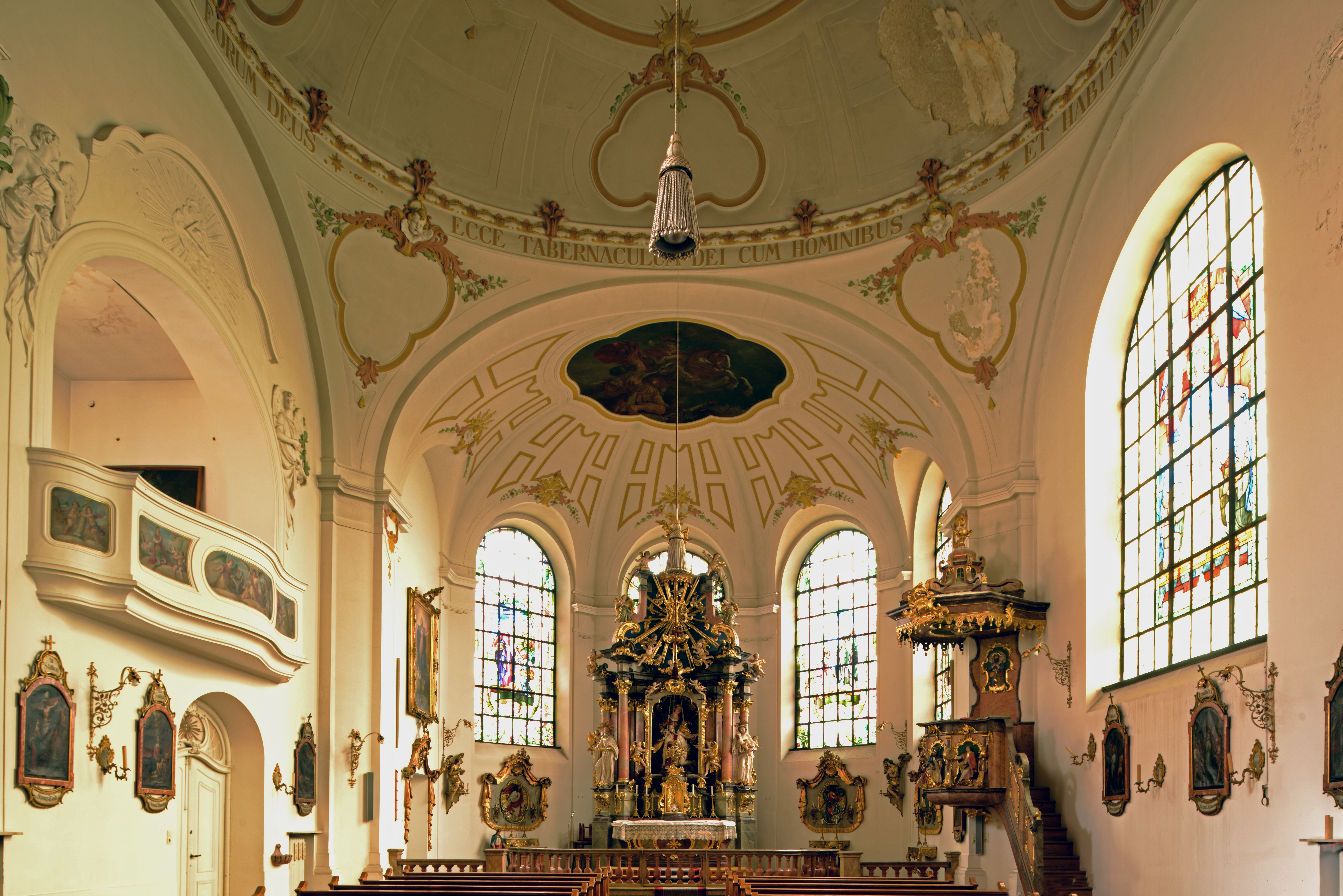
Innenraum der kleinen Spitalkirche (2013)

Eingebaut in den Südteil ist die Kapelle St. Martin im 1. Obergeschoss, die 1988 wegen Baufälligkeit geschlossen wurde und seitdem weiter verfiel. Die Einrichtung steht komplett unter Denkmalschutz. 2017 wurden das Kirchengebäude profaniert, aus diesem Grund der Tabernakel vom Altar und der Altarstein aus der Tischplatte des Altars entfernt.
Das Gebäude wurde anfänglich als Armenversorgungshaus bzw. Krankenhaus genutzt sowie bis 1988 als Altenheim. Auf dem westlich angrenzenden Grundstück wurde 1988 das „Haus St. Martin“ des Unternehmens Münchenstift gGmbH in Neubauten eröffnet.

## Umbau
Eine Generalsanierung läuft seit Januar 2023 und soll 2025 abgeschlossen werden. Für die Sanierung des wertvollen Baudenkmals stehen 112 Millionen Euro zur Verfügung. Einige frühere Nutzer bleiben an in ihren Ersatzstandorten. Das Kindertageszentrum KiTZ, Abteilungen des Sozialreferats und des Stadtjugendamtes, die Münchner Volkshochschule und die Münchenstift werden nach der Sanierung zurückkehren. Die ehemalige Kapelle wird als Veranstaltungsraum mietbar sein.

## Abbildungen

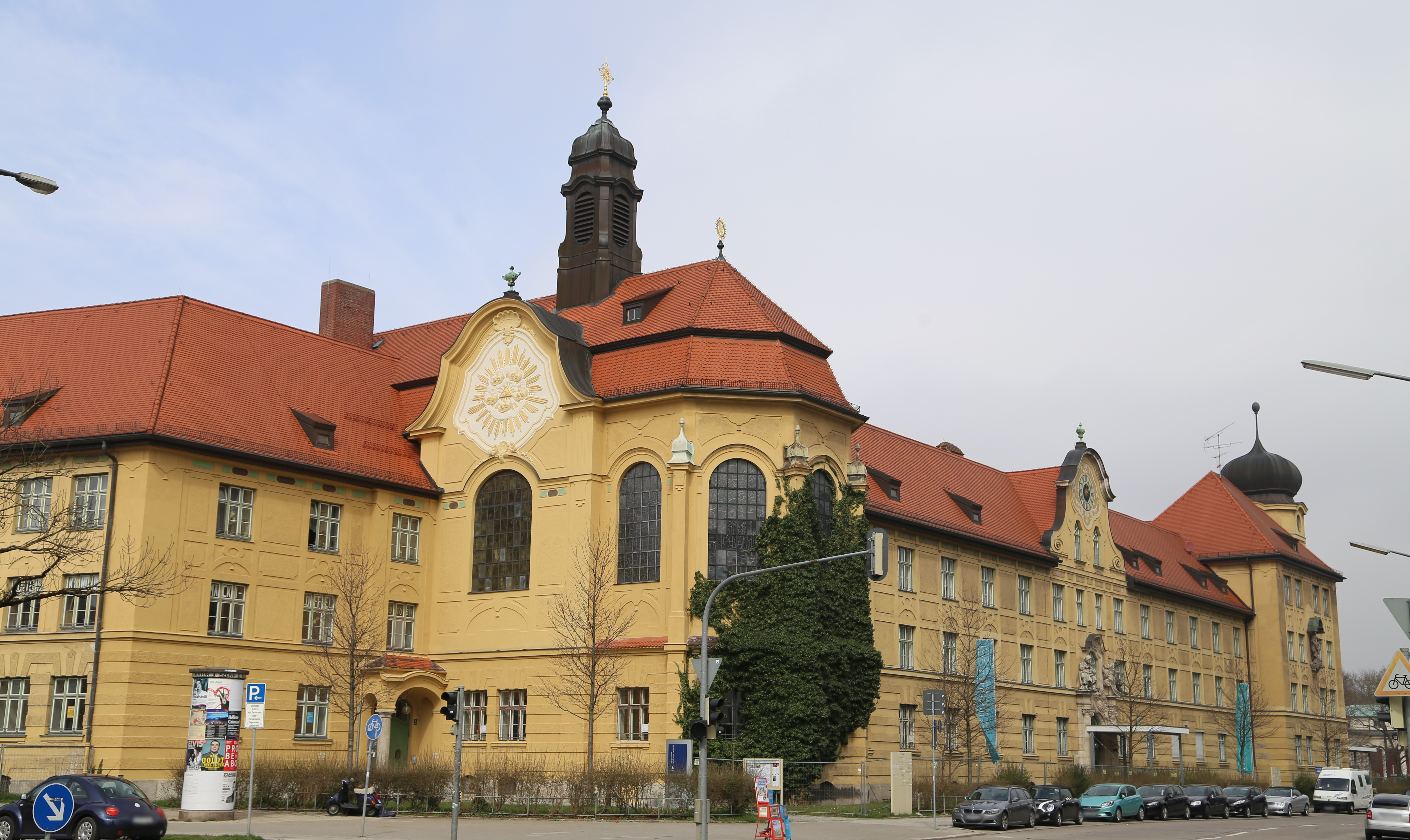
Ansicht von der Werinherstraße
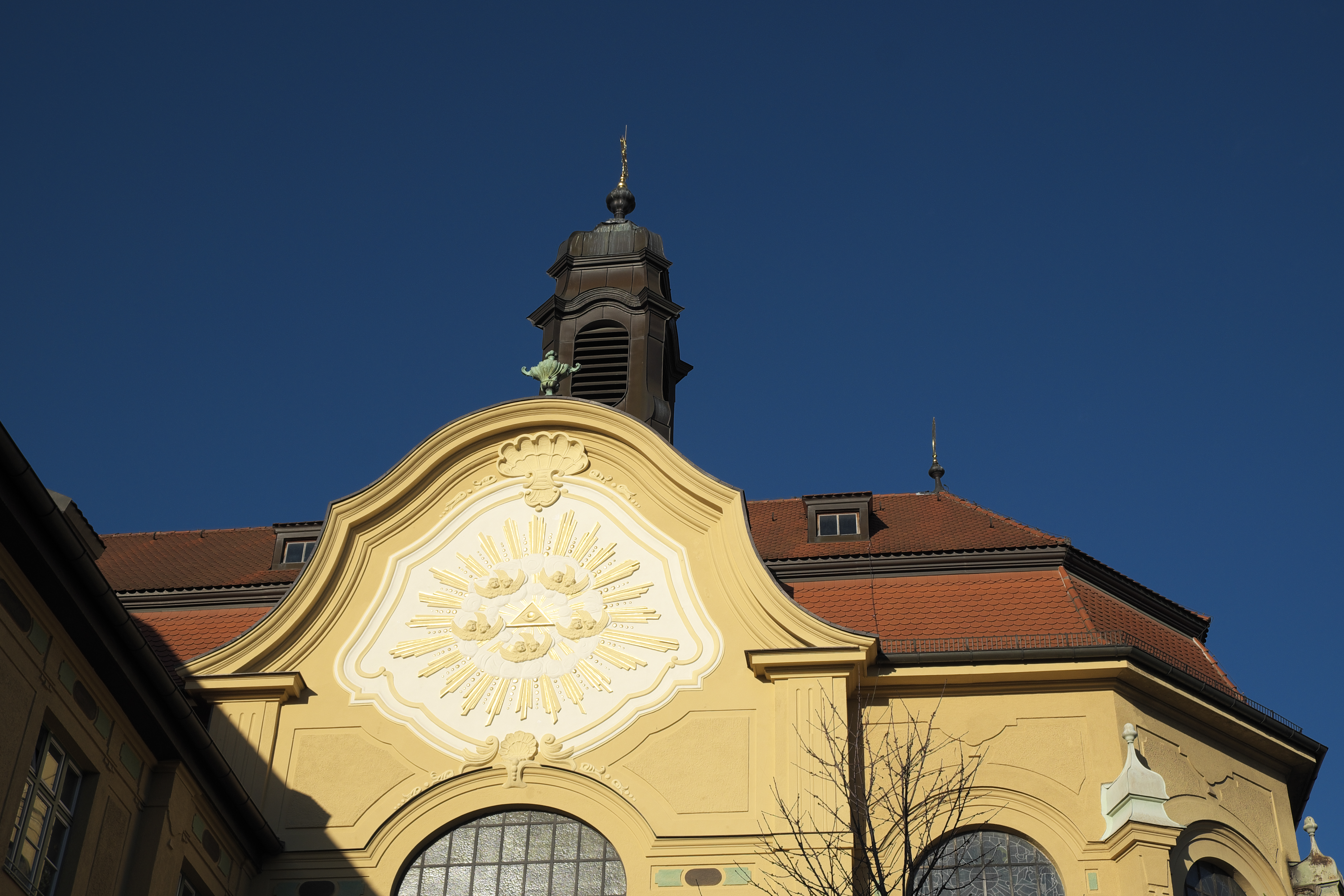
Außenansicht der Kapelle
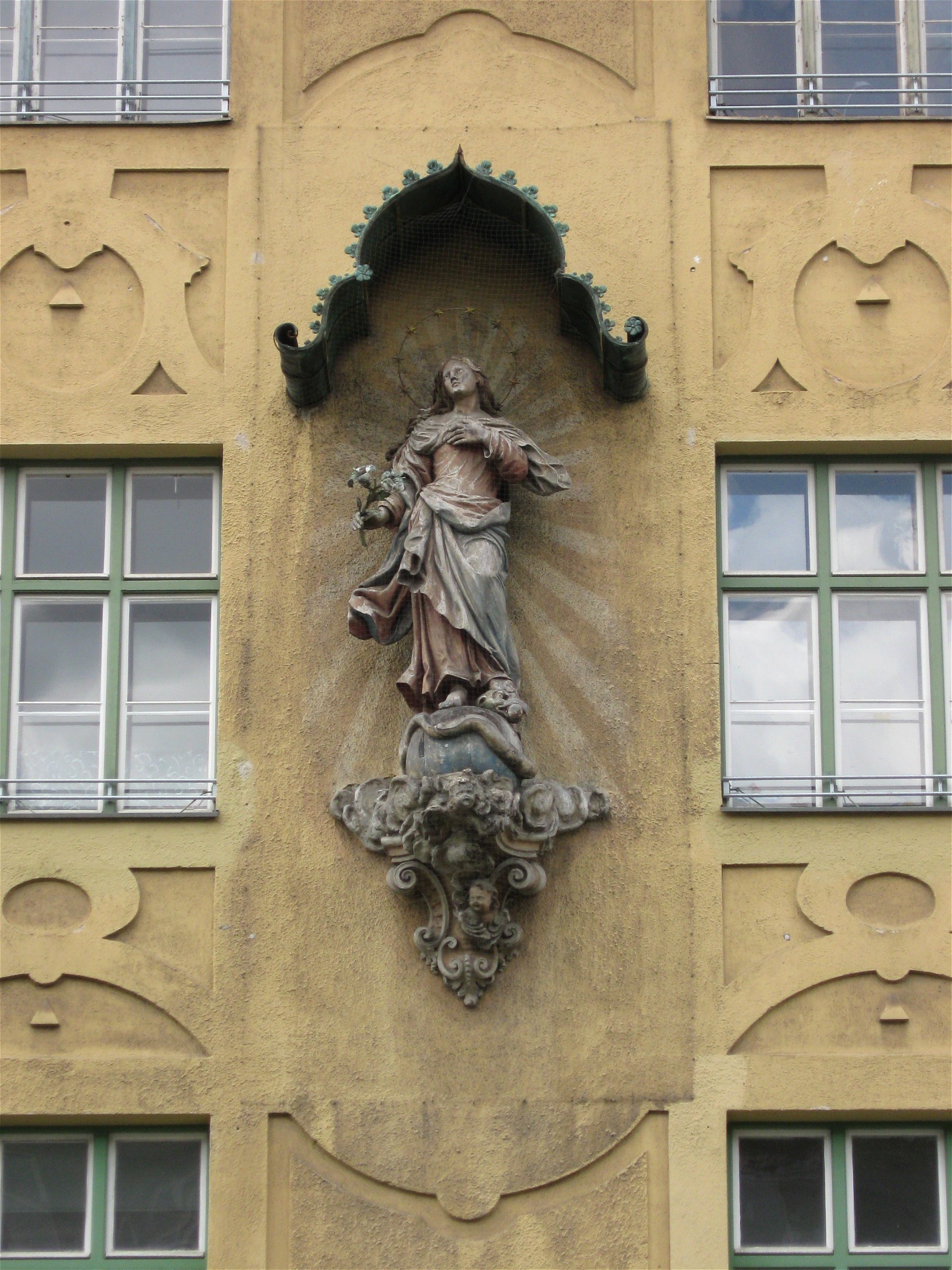
Skulptur der Hl. Maria an der Severinstraße
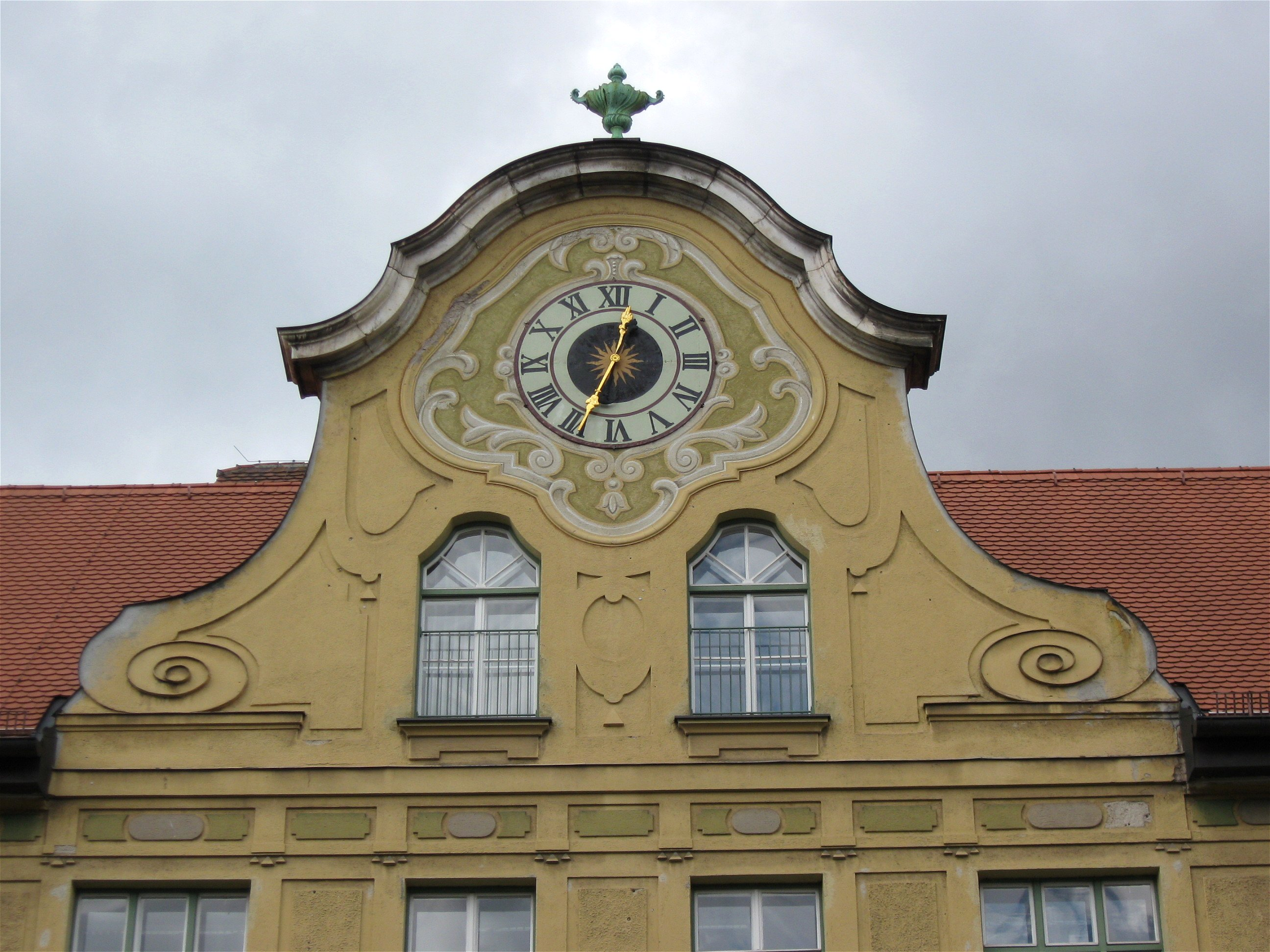
Uhr
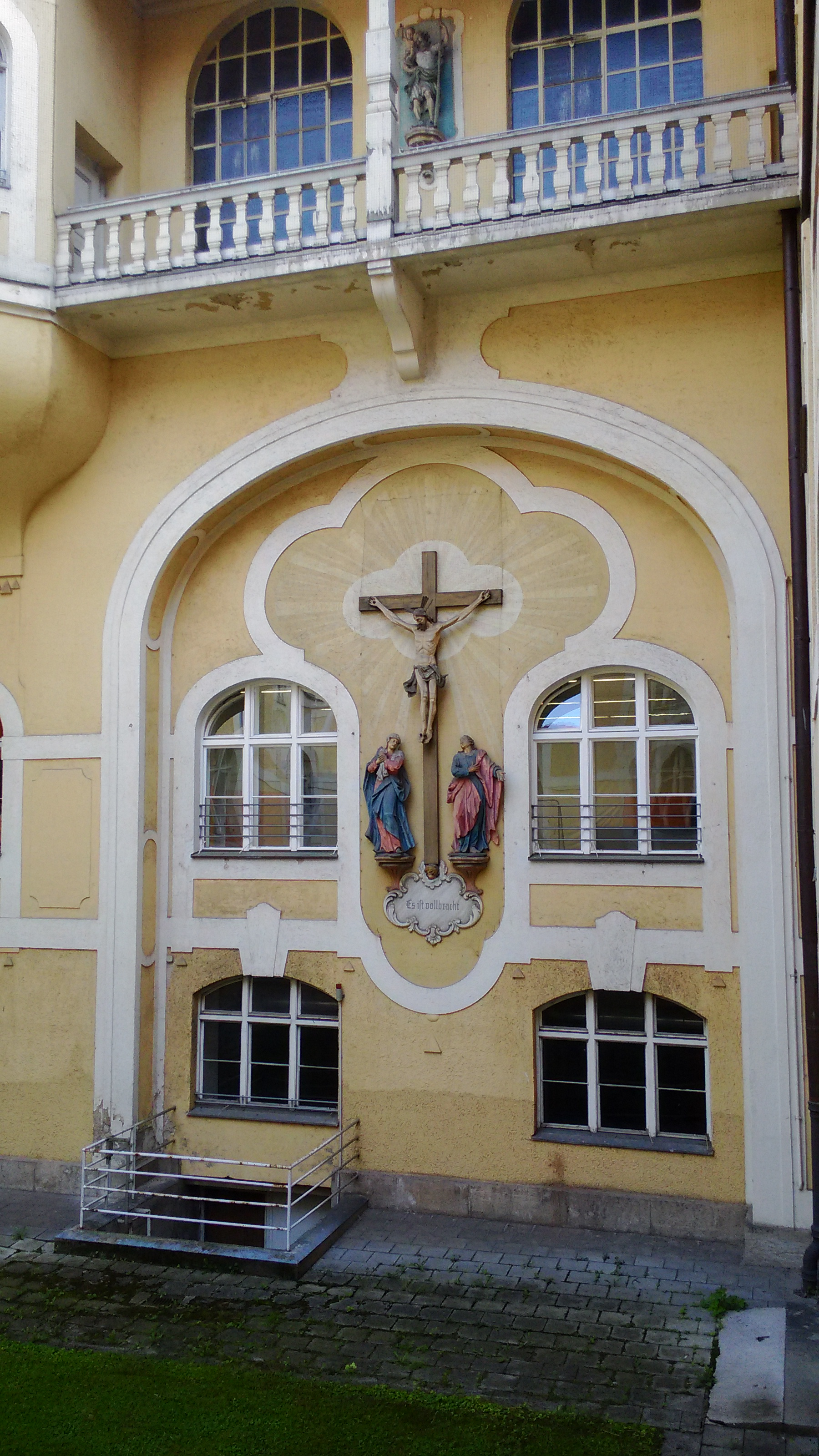
Kruzifixus im Hof